# Виторган, Эммануил Гедеонович
Эммануи́л Гедео́нович Виторга́н (род. 27 декабря 1939, Баку) — советский и российский актёр театра и кино; народный артист Российской Федерации (1998).

## Биография

### Ранние годы
Родился 27 декабря 1939 года в Баку в еврейской семье. Родители родом из Одессы. Отец — Гедеон Абрамович Виторган (18 ноября 1909—2000), выпускник Одесского мукомольного института, инженер, был крупным хозяйственником, работал в мукомольной промышленности. Мать — Хая Залмановна (Клара Захаровна) Блехман (2 июня 1910—1998), домохозяйка. У Эммануила есть брат Владимир, старше его на три года. Своё имя Эммануил получил в честь брата матери, которого убили во время еврейского погрома в годы Гражданской войны.
Отца часто переводили с одного объекта на другой, поэтому школу Эммануил окончил уже в Астрахани. По окончании школы поехал в Москву, но ни в один столичный театральный вуз его не взяли, и он поступил в Ленинградский театральный институт имени А. Н. Островского на курс Бориса Зона, который окончил в 1961 году. Вместе с ним учились Леонид Дьячков, Олег Зорин, Светлана Карпинская, Сергей Коковкин, Александра Назарова, Александр Прошкин и будущая жена Тамара Румянцева. По словам Виторгана и однокурсников, «всё, что связано с профессией, с отношением к профессии, — весь фундамент заложен Борисом Вульфовичем Зоном».

### Карьера
По окончании института был принят в труппу Псковского театра драмы имени А. С. Пушкина.
В 1963 году перешёл в труппу Ленинградского театра драмы и комедии.
В 1967 году перешёл в Ленинградский театр имени Ленинского комсомола.
В 1971 году вместе со второй женой, актрисой Аллой Балтер, переехал в Москву, где оба поступили в труппу Московского драматического театра имени К. С. Станиславского.
В 1982 году Виторган поступил в Московский театр на Таганке.
С 1984 по 2005 год служил актёром Академического театра имени В. Маяковского.
Вместе с третьей женой Ириной Виторган (Млодик) открыл «Культурный центр Эммануила Виторгана», в котором играет свой моноспектакль «Выход», кино-спектакль «Король Треф — карта любви», проводит творческие вечера, концерты, чествует актёров и друзей.
Член общественного совета Российского еврейского конгресса.

### Личная жизнь
- Первая жена — актриса Тамара Румянцева (род. 29 октября 1936, Ленинград), работает[источник не указан 1217 дней] в Петрозаводском театре «Творческая мастерская», Заслуженная артистка Карелии, брак распался в 1970 году[11].
  - Дочь — Ксения Румянцева (род. 1966)[12] — жила на острове Валаам 30 лет, руководила домом культуры, позже переехала в город Сортавала, руководит кукольно-театральной студией «Добрый дом»[13][14][15][16][17].
- Вторая жена — Алла Балтер (1939—2000), актриса.
  - Сын — Максим Виторган (род. 1972), актёр театра и кино.
- Третья жена — Ирина Михайловна Виторган (урождённая Млодик, род. 6 февраля 1962).
  - Дочь — Этель (род. 26 февраля 2018)[18]
  - Дочь — Клара (род. 7 августа 2019)[19]
- Племянники — дирижёр Марк Горенштейн и театральный художник Александр Горенштейн[20][21], актриса Екатерина Архарова.

## Творчество

### Театр
Московский драматический театр имени К. С. Станиславского
- 1979 — «Взрослая дочь молодого человека» В. Славкина; реж. А. Васильев — Ивченко
- 1980 — «Сирано де Бержерак» Э. Ростана (пер. В. Соловьёва); реж. Б. Морозов — Кристиан
- «Продавец дождя» Р. Нэша; реж. Л. Варпаховский — Файл, помощник шерифа

Театр имени Маяковского
- «Кошка на раскалённой крыше» Т. Уильямса; реж. Андрей Гончаров — Гупер
- «Жизнь Клима Самгина» М. Горького; реж. Андрей Гончаров — Клим Самгин
- «Блондинка» А. Володина; режиссёр Кама Гинкас — Лев
- «Игра теней» Ю. Эдлиса; реж. Юрий Иоффе — Марк Антоний
- «Закат» И. Бабеля; режиссёр Андрей Гончаров — Беня Крик
- «Круг» С. Моэма; реж. Татьяна Ахрамкова — лорд Портес
- «Виктория?» Т. Реттигена; реж. Андрей Гончаров — вице-адмирал Нельсон
- «Горбун» С. Мрожека; реж. Андрей Гончаров — Барон
- «В баре токийского отеля» Т. Уильямса; реж. Адольф Шапиро — Марк
- «Чума на оба ваши дома» Г. Горина; реж. Татьяна Ахрамкова — синьор Капулетти
- «Кукольный дом» Г. Ибсена; реж. Леонид Хейфец — Крогстад
- «Шаман с Бродвея» И. Кернера; реж. Эммануил Виторган — Уильям
- «Глава вторая» Н. Саймона; реж. Юрий Иоффе — Джордж Шнайдер

Квартет И
- 2001 — «День радио» — Эммануил Гедеонович, собственник радиостанции «Как бы Радио»
- 2003 — «День выборов» — Эммануил Гедеонович, собственник радиостанции «Как бы Радио» (голос)

Московский театр эстрады
- 2009 — мюзикл «Мата Хари»; реж. Евгений Гинзбург, композитор Алексей Киселёв — Жорж Маслов

Театр Гешер (Яффа, Израиль)
- 2010 — «Поздняя любовь» по пьесе Валерия Мухарьямова «В тени виноградника», написанной по мотивам рассказа лауреата Нобелевской премии И. Башевиса-Зингера; реж. Евгений Арье

КУЛЬТурный Центр Эммануила Виторгана
- 2015 — кино-спектакль «Король Треф — карта любви». Автор сценария, идеи и режиссёр Александр Герасимов. Спектакль был поставлен к юбилею (75-летие) Эммануила Виторгана. Премьера состоялась на сцене Академического Государственного театра имени В. Маяковского. В спектакле заняты Анжелика Агурбаш, Людмила Максакова.

### Фильмография
1. 1966 — Два билета на дневной сеанс — муж Инки-эстонки (нет в титрах)
2. 1968 — Всего одна жизнь — слушатель доклада Нансена
3. 1970 — Миссия в Кабуле — Ян Калнинь
4. 1970 — Король Лир — слуга
5. 1971 — Рудобельская республика — ротмистр Олег Юрьевич Звонов
6. 1972 — Такая длинная, длинная дорога… — Светляков (сцены с участием актёра вырезаны цензурой)
7. 1972 — Нечаянные радости — Прокудин-Горский
8. 1972 — Идущие за горизонт — Серёжа
9. 1973 — Большой трамплин — Жегланов
10. 1973 — Гроссмейстер — Орлов
11. 1973 — Дмитрий Кантемир — Карл XII, король Швеции
12. 1973 — Кортик — Валерий Сигизмундович Никитский, главарь банды
13. 1973 — Красный агат — Игорь
14. 1974 — Самый жаркий месяц
15. 1975 — Алмазы для Марии — Капеллан
16. 1975 — Время-не-ждёт — Джек Уэстендейл, золотоискатель
17. 1975 — Продавец дождя — Файл Шелтон, помощник шерифа
18. 1975 — Факт биографии — Саня
19. 1976 — Легко быть добрым — Грудинин
20. 1976 — Никто вместо тебя — Думитру Савеляну
21. 1978 — Двое в новом доме — начальник отдела «Интуриста» Владимир Васильевич Волков
22. 1978 — И это всё о нём — Аркадий Леонидович Заварзин (в титрах — Эмиль Виторган)
23. 1978 — Крепость — Калитин, подполковник
24. 1978 — Пока безумствует мечта — Валериан Брутень, «король северного неба»
25. 1978 — Тактика бега на длинную дистанцию — немецкий офицер
26. 1979 — Сегодня и завтра — Дмитрий Савельевич Бажутин
27. 1979 — Эмиссар заграничного центра — Пётр Николаевич Врангель
28. 1979 — Выбор — главарь налётчиков (новелла «Выбор») / оператор аттракциона (новелла «Круг»)
29. 1980 — Благочестивая Марта — дон Фелипе де-Айала
30. 1980 — Большая-малая война — Сиротинский
31. 1980 — Звёздный инспектор — Дуглас Кобер
32. 1980 — Ларец Марии Медичи — Винсент Савиньи / Всеволод Юрьевич Свиньин
33. 1980 — Ожидание — Николай
34. 1980 — Скандальное происшествие в Брикмилле — инспектор Стрит
35. 1981 — 20 декабря — эсер Лазарев
36. 1981 — Долгий путь в лабиринте — Иван Шагин
37. 1981 — Загадка колонии беглецов — дон Эмилио
38. 1981 — Конфликтная ситуация — Юрий Васильевич Воскобойников
39. 1981 — Шутка?! — пират
40. 1982 — Профессия — следователь — Виктор Вениаминович Лыкин, бывший адвокат, главарь ОПГ
41. 1982 — Чародеи — Виктор Ковров
42. 1983 — Тревожное воскресенье — Игорь Павлович Чагин, подполковник внутренней службы, начальник отряда пожарной охраны
43. 1984 — Берег его жизни — Мактон
44. 1984 — Твоё мирное небо — Михаил Самарин
45. 1985 — Битва за Москву — Фомин, комиссар Брестской крепости
46. 1985 — Дороги Анны Фирлинг — полковой священник
47. 1986 — Выкуп — Маретта, бывший инспектор полиции
48. 1986 — Жалоба — Юрий Смирнов
49. 1986 — Конец света с последующим симпозиумом — генерал Уилмер
50. 1987 — Исполнить всякую правду — Игорь Арсентьевич Кулешов
51. 1987 — Следопыт — Крэгг
52. 1988 — Предлагаю руку и сердце — Леонид Иванович
53. 1990 — Взбесившийся автобус — господин Анук, сотрудник МИД Израиля
54. 1990 — Живая мишень — Владимир Сергеевич, прокурор области
55. 1990 — Когда святые маршируют — Герасим
56. 1990 — Принц-привидение — визирь
57. 1991 — Анна Карамазофф — Прокудин-Горский, режиссёр
58. 1991 — И возвращается ветер… — дядя Миша
59. 1991 — Не будите спящую собаку — следователь Борис Васильевич Зотов
60. 1991 — Не спрашивай меня ни о чём — Евгений
61. 1991 — По Таганке ходят танки — Иоанн Васильевич Брокгауз, бывший актёр театра
62. 1991 — Рогоносец — любовник
63. 1992 — На Дерибасовской хорошая погода, или На Брайтон-Бич опять идут дожди — Джек, генерал ЦРУ
64. 1992 — Чёрный квадрат — Казаков
65. 1993 — Кодекс бесчестия — Николай Иванович, руководитель спецуправления КГБ СССР
66. 1993 — Трагедия века — Фомин, комиссар Брестской крепости
67. 1994 — Империя пиратов — кардинал
68. 1997 — Корабль двойников — полковник ФСБ
69. 1998 — Характеры для мужчин
70. 1999 — Максимилиан — председатель
71. 2001 — Афера
72. 2001 — Дальнобойщики — Сан Саныч «Чёрный», главарь банды (серия «Последняя игра»)
73. 2001 — Маросейка, 12 — Шепель
74. 2001 — Дама в очках, с ружьём, в автомобиле — Мишель Каравей
75. 2002 — Театральный роман — Гавриил Степанович
76. 2003 — Весёлая компания — Георгий Владимирович
77. 2003 — 2004 — Бедная Настя — князь Пётр Михайлович Долгорукий, отец Андрея, Лизы, Сони, Анны Платоновой и муж Марии Долгорукой, лучший друг Ивана Корфа
78. 2004 — 2005 — Исцеление любовью — Яков Матвеевич Гнатюк
79. 2004 — Дети Арбата — Сергей Шпигельглас
80. 2005 — С днём рождения, королева! — лорд Андестенд
81. 2006 — Волчица — Пётр Морозов, отец Андрея
82. 2006 — Капитанские дети — Виталий Стивенс
83. 2005 — Убойная сила 6 — Луговой
84. 2006 — Первый дома — Виктор Ковров
85. 2007 — Парадокс — учёный-физик
86. 2007 — Юбилей — Осип Ильич
87. 2007 — Медвежья охота — Чернов
88. 2008 — День радио — Эммануил Гедеонович, хозяин «Как бы радио»
89. 2008 — Тяжёлый песок — Леон Ивановский, отец Якова
90. 2008 — Моя любимая ведьма — сосед Анатолий
91. 2009 — Операция «Праведник» — Дьявол
92. 2009 — Две стороны одной Анны — Владимир Данилов
93. 2009 — Шальной ангел — Аркадий Сергеевич
94. 2009 — Братаны — генерал-лейтенант Бугаев
95. 2009 — Пистолет Страдивари — отец Никиты
96. 2009 — Холодная война: Прерванный полёт Гарри Пауэрса (документальный) — Даллес
97. 2010 — Белый налив — Иван Михайлович, отец Саши
98. 2010 — Энигма — Цапович
99. 2011 — Сваты 5 —  Александр Беркович (отец Александра Александровича Берковича)
100. 2012 — Склифосовский — Михаил Иосифович Бреславец
101. 2012 — Хозяйка моей судьбы — Василий Николаевич Бондарь
102. 2013 — Любовь без лишних слов — Павел Аркадьевич Столбов
103. 2014 — Чёрная роза — полковник Громов
104. 2014 — Курортная полиция — Давид Марджанов
105. 2014 — Стартап — профессор Николай Петрович
106. 2014 — Соблазн — Генрих Павлович Ямпольский, адвокат
107. 2014 — Верю не верю — Пётр Иванович, полковник, начальник отдела
108. 2014 — Ёлки 1914 — Алексей Трофимович
109. 2015 — Между нот, или Тантрическая симфония — Георгий Кириллович, отец Кирилла
110. 2015 — След Истребителя
111. 2016 — Пятница — Дубравин
112. 2016 — Мотылёк — врач
113. 2017 — По ту сторону смерти — Сильвестр, хозяин подпольного казино
114. 2018 — На Париж — русский генерал
115. 2018 — Однажды в Америке, или Чисто русская сказка — король-отец
116. 2018 — Доктор Рихтер. Продолжение — отец Рихтера (нет в титрах)
117. 2019 — Зоя — Владимир Борисович Привалов, отец Антона, вице-премьер министра
118. 2020 — Филатов — отец Филатова
119. 2021 — Склифосовский 8 — Михаил Иосифович Бреславец
120. 2020 — Комета Галлея — Кеша
121. 2021 — Пункт пропуска — Яков Соломонович, адвокат
122. 2021 — Несмотря ни на что — Толкунов
123. 2021 — Новогодняя поэма (не был завершён) — главная роль
124. 2021 — Сикера — Алексей Владимирович, директор, главная роль
125. 2021 — Тайная любовь. Возвращение — Сан Саныч, ветеран спорта
126. 2023 — Склифосовский 10 — Михаил Иосифович Бреславец
127. 2022 — Русь и Ганза. Путь навстречу — '
128. 2023 — Кино про бандитов — Ильич
129. 2023 — Не дождётесь — профессор
130. 2025 — Список грехов — пилот вертолёта (камео)

Киножурнал «Фитиль»
- 1980 — Выпуск № 214 (новелла «Замотанный») — Константин Иванович, прораб
- 2008 — Выпуск № 182 (новелла «В бой идут одни кирпичи») — генерал-лейтенант

Телеспектакли
1. 1969 — Взрывы на уроках — Студент
2. 1972 — Записки Пиквикского клуба — мистер Бен Эллен
3. 1974 — Волшебный фонарь — ковбой со шрамами / Фантомас
4. 1980 — Мне от любви покоя не найти (режиссёр Роман Виктюк) — все мужские роли
5. 1980 — История кавалера де Грие и Манон Леско — Теберж
6. 1980 — Перед ужином — Николай Фёдорович
7. 1986 — Ваша дочь Александра… — Михаил Михайлович
8. 1990 — Взрослая дочь молодого человека — Ивченко
9. 1992 — Дорога на Чаттанугу/Взрослая дочь молодого человека — Ивченко
10. 1997 — Звёздная ночь в Камергерском — участник капустника МХТ (номер «Актёрская династия»)

### Озвучивание
Дубляж
1. 1970 — Король Лир — Эдгар (Леонхард Мерзин)
2. 1979 — Иисус — текст от автора
3. 2006 — Гроза муравьёв[22]
4. 2007 — Книга джунглей (1967) — Багира[23]
5. 2007 — Ноев ковчег (2006) — Ной[24]
6. 2010 — Морские динозавры: Путешествие в доисторический мир — текст от автора[25]

Озвучивание мультфильмов
- 2004 — Незнайка и Баррабасс — Баррабасс
- 2014 — Попугай Club — профессор

Работа на радио
- 1994 — Письма Феофана Затворника — читает текст

## Признание и награды
- Заслуженный артист РСФСР (1990)[26]
- Народный артист Российской Федерации (1998)
- Орден «Патриот России» (2015)